# Њу Оберн (Минесота)
Њу Оберн (енгл. New Auburn) град је у америчкој савезној држави Минесота.

## Демографија
По попису из 2010. године број становника је 456, што је 32 (-6,6%) становника мање него 2000. године.
| Група             | 2000.       | 2010.       |
| Белци             | 413 (84,6%) | 392 (86,0%) |
| Афроамериканци    | 1 (0,2%)    | 0 (0,0%)    |
| Азијати           | 0 (0,0%)    | 0 (0,0%)    |
| Хиспаноамериканци | 70 (14,3%)  | 57 (12,5%)  |
| Укупно            | 488         | 456         |